# Ron Westray

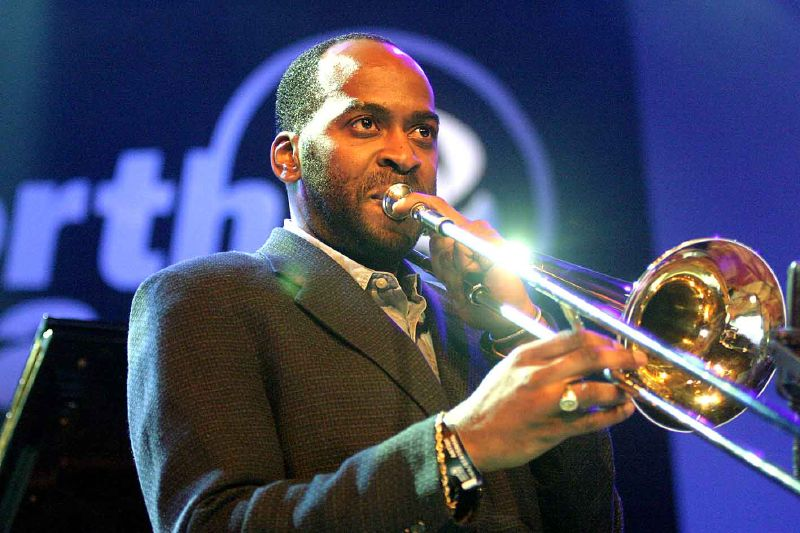
Ron Westray

Ronald Kenneth Westray, Jr. (Columbia, South Carolina, 13 juni 1970) is een Amerikaanse jazz-trombonist, componist en educator.
Westray studeerde aan South Carolina State University en Eastern Illinois University. Hij speelde met pianist Marcus Roberts en was hoofd-trombonist in het Lincoln Center Jazz Orchestra van Wynton Marsalis, waarvoor hij veel composities heeft geschreven. Hij speelde met onder meer Ray Charles, Benny Carter, Dewey Redman, Stevie Wonder en Bob Dylan. Hij is lid van de Mingus Big Band. Westray is ook actief als educator. Hij gaf vanaf 2005 les aan de University of Texas, tot hij in 2009 werd benoemd als professor aan de York University in Canada.

## Discografie
als leider:
- Westray Digs In, New Jazz Renaissance Records, 2002
- Medical Cures for the Chromatic Commands of the Inner City, Blue Canoe Records, 2008
- Live from Austin (met Thomas Heflin), Blue Canoe Records, 2011

als sideman:
- Bone Structure (met Wycliffe Gordon), Atlantic Jazz, 1996

- Bibliothèque nationale de France: cb14238739k (data)
- International Standard Name Identifier: 0000 0003 7477 6998
- Library of Congress Control Number: no98096794
- MusicBrainz: e9bff7b0-5e45-4f8c-9d41-c94a2d4ca714
- Virtual International Authority File: 222454053
- WorldCat: E39PBJqkbDxdxr9ht6GJdMcXVC